# شهرستان هیداکا، واکایاما

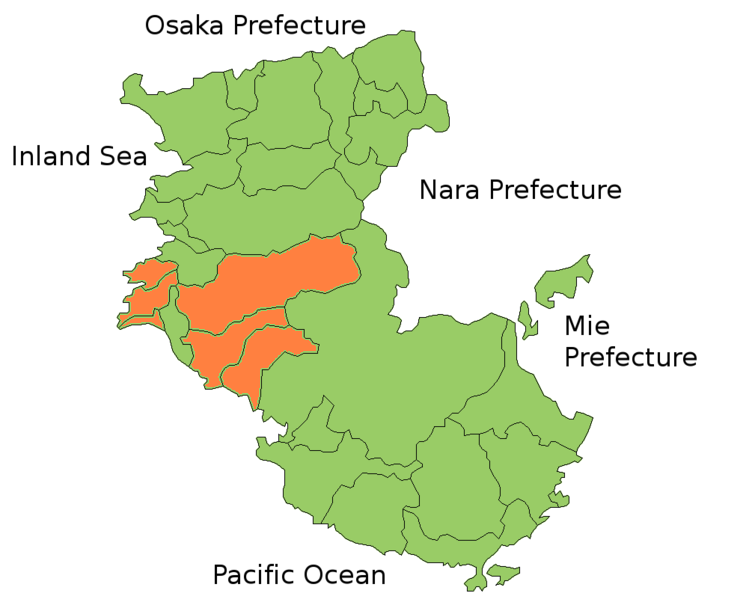

شهرستان هیداکا، واکایاما (انگلیسی: Hidaka District, Wakayama) یکی از شهرستان‌های ژاپن است که در استان واکایاما در ژاپن واقع شده‌است.